# Eliseo Meifrén y Roig

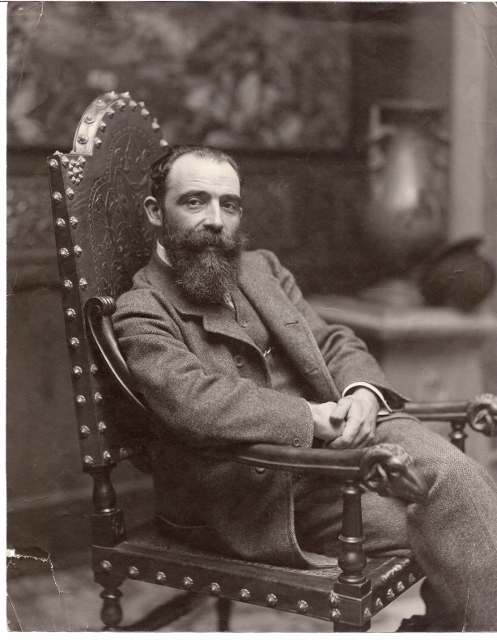
Eliseo Meifren in Buenos Aires, ca. 1910

Eliseo Meifrén y Roig (Barcelona, 24 december 1857 - aldaar, 5 februari 1940) was een Catalaans kunstschilder uit de periode van het impressionisme.

## Biografie
Eliseo Meifrén was de oudste zoon van José Meifrén, een gecultiveerde tandarts en kunstliefhebber, en Elisea Roig. Na het afronden van zijn middelbare studies aan de Escolapios de Mataró in 1872, schreef hij zich in aan de faculteit van geneeskunde.
Daarop ging hij studeren aan de Llotja (de hogeschool voor design en kunst in Barcelona) bij Antoni Caba, een bekend portrettist, professor in kleur en compositie. Een andere docent was Ramón Martí Alsina met wie hij zijn eerste romantische landschappen in academische stijl maakte.

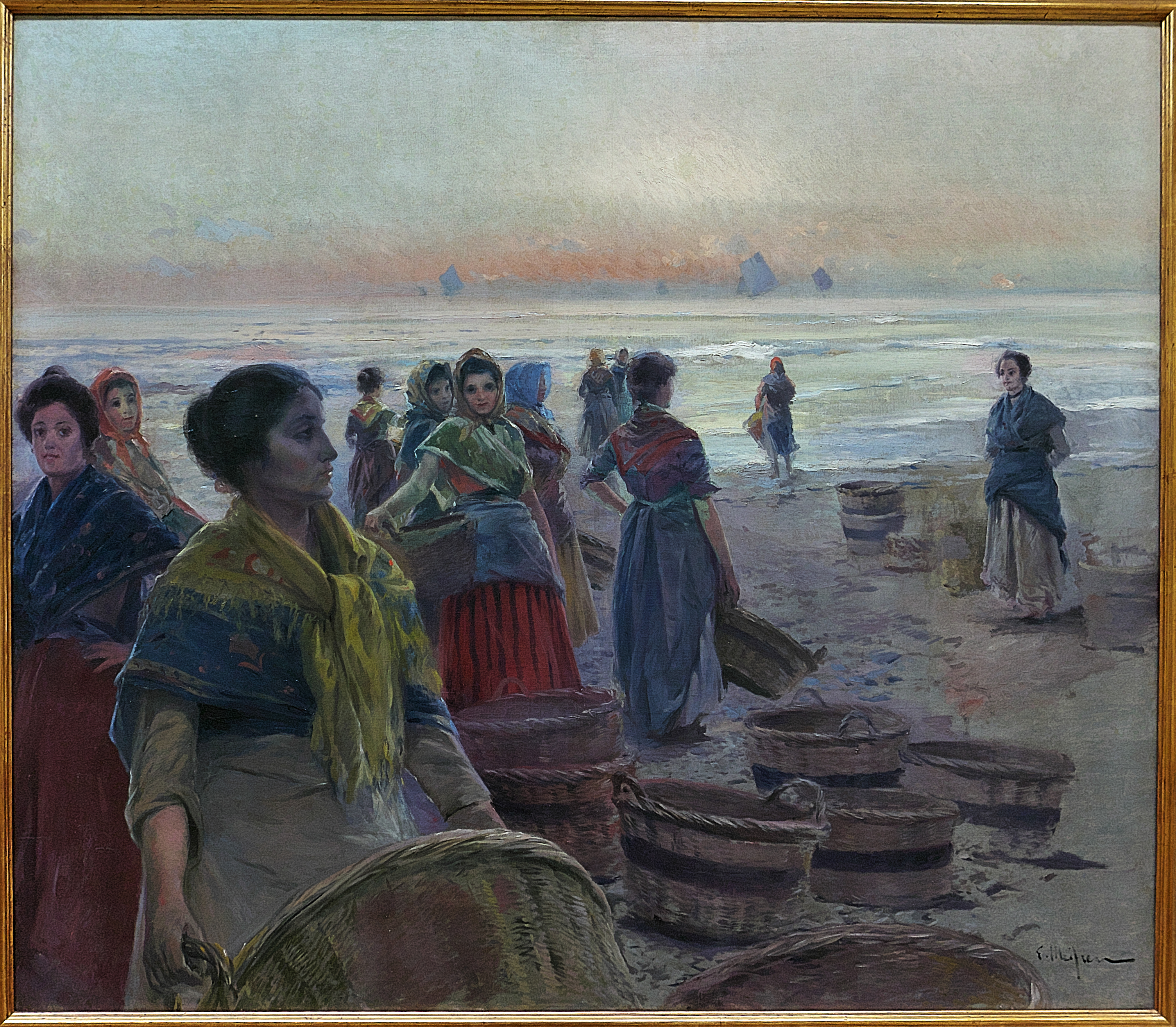
Vissersvrouwen, 1902, Museo de Belles Artes de Asturias, Oviedo

Na de beëindiging van zijn studies in Barcelona verhuisde hij in 1878 naar Parijs om er zijn studies voort te zetten. Hij maakte daar kennis met het “plein air” schilderen wat duidelijk te zien is in zijn landschappen uit die periode. Een jaar later reisde hij naar Italië en bezocht Napels, Florence, Venetië en Rome. Daar legde hij contact met de kring van Catalaanse kunstenaars, onder wie Ramón Tusquets, Arcadio Mas y Fondevila, Enrique Serra, Antonio Fabrés en Joan Llimona. Hij huwde in 1882 met Dolores Pajarin. Het jonge paar vestigde zich in 1883 in Parijs waar hij talrijke tekeningen en aquarellen maakte van stadsgezichten en van de populaire cafés, die door het publiek en de Franse critici goed ontvangen werden. Ze kregen een eerste dochter, Rachel. Op het einde van de jaren tachtig keerde hij terug naar Barcelona waar hij exposeerde in het Centro de Acuarelistas barcelonés en in de kunstgalerij Sala Parés.
In 1890 vestigde hij zich opnieuw in Parijs waar hij deelnam aan het Salon en in 1892 aan het Salon des Refusés met Santiago Rusiñol en Ramon Casas die hij in Sitges had leren kennen.
In 1905 kocht hij een huis in Palma op Mallorca waar hij al enkele jaren veel tijd doorbracht. Twee jaar later werd hij benoemd tot directeur van de plaatselijke School voor Schone Kunsten, een functie die hij al snel liet varen. Op de tentoonstellingen van 1907 en 1909 in Buenos Aires werden een groot aantal doeken getoond die op het eiland Mallorca gemaakt waren.

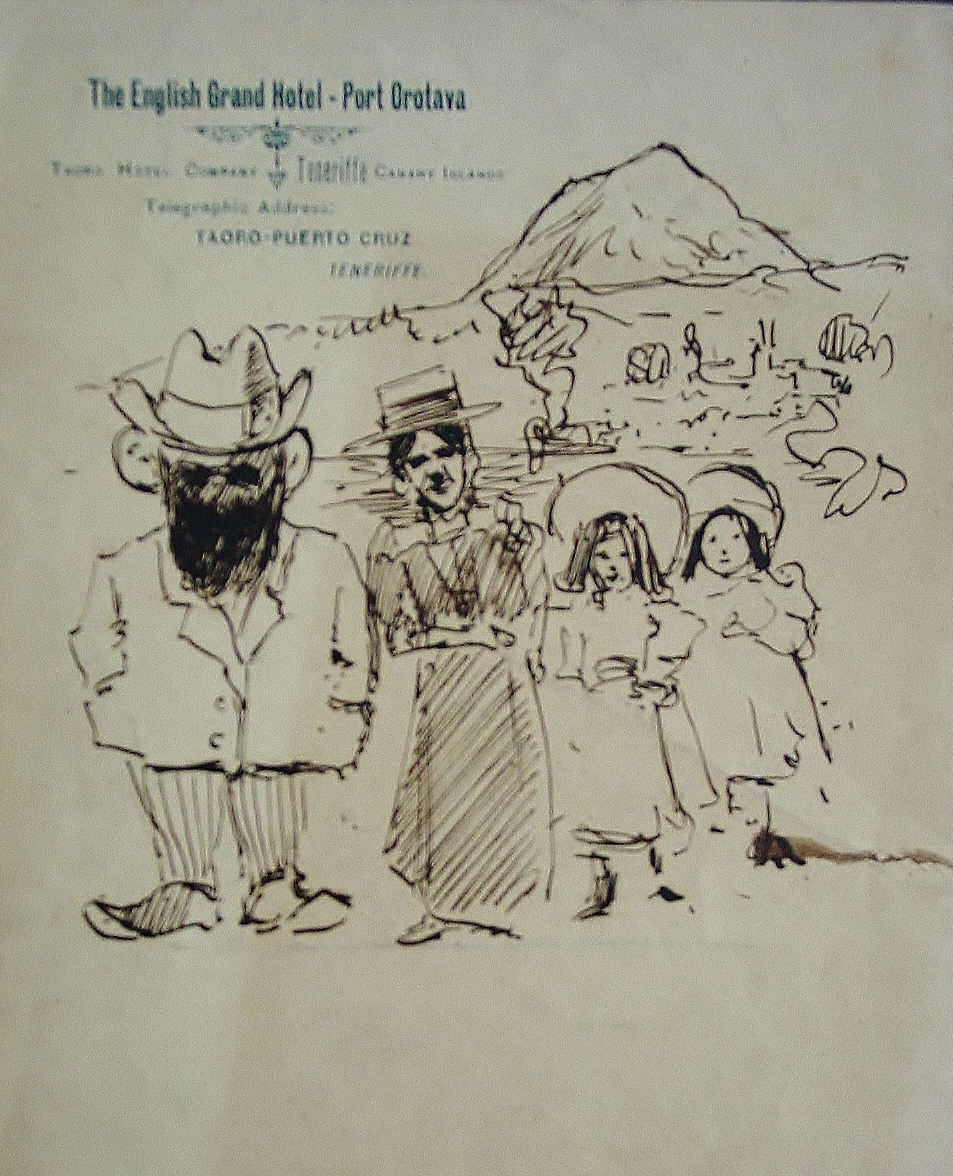
Karikatuur van Meifrén en zijn gezin

Hij won verschillende prijzen en medailles, zoals de gouden medaille op de Regional de Valencia in 1879 en twee bronzen medailles op de Wereldtentoonstelling van 1889 en die van 1899. Op de tentoonstelling van de Société des Amis des Arts in Versailles van 1891 kreeg hij een erediploma, op de tentoonstelling in Barcelona van 1894 eveneens en de eerste medaille in Barcelona in 1896. Op
de wereldtentoonstelling in Brussel van 1910 behaalde hij een zilveren medaille en een Grand Prix op de Exposición Internacional del Centenario datzelfde jaar in Buenos Aires. In 1915 kreeg hij nog een eremedaille op de Panama-Pacific International Exposition in San Francisco en de grote prijs op de tentoonstelling in San Diego in 1916.
In 1925 werd hij benoemd tot ridder in het Franse Légion d’honneur.
In 1929 organiseerde hij zijn belangrijkste solotentoonstelling, met meer dan tachtig doeken uit zowat alle periodes van zijn carrière. Toen in 1936 de burgeroorlog uitbrak zocht hij zijn toevlucht in Barcelona en werkte in Manresa. Op het einde van de oorlog in 1939 verhuisde hij met zijn tweede vrouw naar Valldemossa waar hij de ganse zomer werkte. Eind 1939 organiseerde hij een solotentoonstelling in de Sala Gaspar, waar hij echter niet meer persoonlijk aanwezig was. Hij stierf op 5 februari 1940 in Barcelona aan een longontsteking.
Zijn vroege landschappen, gekenmerkt door een academisch en romantisch concept, evolueerden later naar een volledig impressionistische taal. Hij gaf de academische precisie op en gebruikte een lossere penseelstreek en een licht en helder palet. Hij schilderde in de stijl van Modest Urgell.

## Web links
- Werken van Eliseo Meifrén y Roig

- Biblioteca Nacional de España: XX979545
- Bibliothèque nationale de France: cb12273026n (data)
- Catàleg d'autoritats de noms i títols de Catalunya: 981058521524906706
- Gemeinsame Normdatei: 122971140
- International Standard Name Identifier: 0000 0000 6638 6963
- Library of Congress Control Number: nr95029545
- RKD-Nederlands Instituut voor Kunstgeschiedenis: 54899
- Système universitaire de documentation: 191914657
- Union List of Artist Names: 500124922
- Virtual International Authority File: 15666662
- WorldCat: E39PBJjmQXFfBRMgdjVWhKP84q